# Рабинович, Ефим Михайлович
Ефим Михайлович Рабинович (21 февраля 1938, Николаев — 5 марта 2016, Тула) — генеральный директор ОАО «Ванадий-Тула» (1992—2003), лауреат Государственной премии СССР.

## Биография
Родился 21 февраля 1938 года в Николаеве. После школы работал слесарем на заводе «Металлоникель» в Мелитополе. Окончил Московский институт стали и сплавов (1962).
В 1962—1992 гг. работал на Ново-Тульском металлургическом заводе: помощник мастера, начальник смены, старший мастер прокатно-ковочного производства, заместитель начальника цеха по новым технологиям и новой технике, начальник цеха ферросплавов (1987) и зам. главного инженера по порошковой металлургии.
В 1992—2003 генеральный директор ОАО «Ванадий-Тула».
Кандидат технических наук (1972). Автор 125 изобретений.
Дважды избирался депутатом Тульской областной Думы (2000, 2004).
Умер в Туле в ночь на 6 марта 2016 года.

## Награды
- Лауреат Государственной премии СССР 1989 года — за разработку новых специальных материалов.
- Ордена Дружбы (1995)[1] и «Знак Почёта», медали «За доблестный труд» и «Ветеран труда», пять медалей ВДНХ СССР, в том числе две золотые.